# بولين مولر
بولين مولر (بالألمانية: Lu Synd) (و. 1886 – 1978 م) هي ممثلة، ومنتجة أفلام، من ألمانيا، ولدت في كونستانس، توفيت في برلين، عن عمر يناهز 92 عاماً.

## وصلات خارجية
- بولين مولر على موقع IMDb (الإنجليزية)
- بولين مولر على موقع قاعدة بيانات الفيلم (الإنجليزية)
- بولين مولر على موقع كينوبويسك (الروسية)